# Yelling To The Sky
Yelling To The Sky (deutsch „Schrei zum Himmel“) ist das Spielfilmdebüt der US-amerikanischen Regisseurin und Drehbuchautorin Victoria Mahoney aus dem Jahr 2011. Das Filmdrama spielt in einem amerikanischen Stadtviertel mit sozialen Problemen und erzählt die Geschichte von Sweetness O’Hara, dargestellt von Zoë Kravitz, die erst Opfer von Mobbing und Gewalt wird und dann selbst Täterin und Dealerin. Zum Schluss findet sie aber wieder auf den richtigen Pfad zurück. Bei dem Film Yelling To The Sky handelt es sich um den ersten Film und das erste Drehbuch von Victoria Mahoney, die zuvor als Schauspielerin gearbeitet hatte. Yelling To The Sky wurde im Wettbewerb der 61. Berlinale im Februar 2011 uraufgeführt und zudem als Cross-Section-Film auch in der Festivalsektion Generation, in dem Filme für Kinder und Jugendliche präsentiert werden.

## Handlung
Die siebzehn Jahre alte Sweetness O’Hara lebt mit ihrer älteren, schwangeren Schwester, ihrem alkoholkranken Vater mit irischen Wurzeln und ihrer afroamerikanischen Mutter, die immer wieder für längere Zeit verschwindet, in einem amerikanischen Stadtviertel mit sozialen Problem, das überwiegend von Afroamerikanern bewohnt wird. Sie wird das Opfer von Mobbing und Gewalt. Als ihr die Clique um Latonya Williams das Fahrrad klauen will und sie körperlich angreift, wird sie von ihrer Schwester Ola gerettet. Nach einem heftigen Streit zwischen ihrem Vater Gordon und ihrer Mutter Lorene verlassen Ola und die Mutter das Haus und Sweetness bleibt mit ihrem Vater zurück. Sie wendet sich an den Dealer Roland, der ihr helfen soll, und fängt an mit Drogen zu handeln. Damit beginnt ihre kriminelle Karriere. Die beiden Freundinnen von Latonya, Fatima und Jojo, die sie bisher angegriffen haben, laufen zu Sweetness über und helfen ihr beispielsweise Jeans und Pullover zu klauen, die sie dann auf der Straße verkaufen. Schließlich rächt sich Sweetness an Latonya, indem sie sie auf dem Schulflur vor den Augen der Mitschüler verprügelt. Unterdessen kehrt Ola mit ihrem Baby und ihre Mutter wieder in das Haus zurück. Sweetness hilft Roland immer mehr bei seinen Drogengeschäften und ist anwesend, als er eines nachmittags, als er gerade mit ihr und ihren Freundinnen auf einem Sportplatz spielt, erschossen wird. Dieser Verlust wirft Sweetness weiter aus der Bahn. An diesem Abend geht sie auf eine Party, wo sie zusammen mit dem Vertrauenslehrer Coleman Kokain konsumiert. Auf dem Weg nach Hause fährt sie das Auto ihrer Schwester zu Schrott. Nach diesem Vorfall übernimmt ihr Vater endlich Verantwortung für Sweetness. Er folgt ihr auf der Straße und hält sie damit von weiteren kriminellen Handlungen ab. Am Ende des Films sprechen sie und ihr Vater sich aus. Zudem bittet sie den Lehrer Coleman um Hilfe, bei einem College akzeptiert zu werden, um künftig wieder bessere Zukunftsaussichten zu bekommen.

## Hintergrund
Yelling To The Sky ist das Spielfilm-Debüt der Schauspielerin Victoria Mahoney als Regisseurin, Drehbuchautorin und Filmproduzentin. Sie hatte Regie- und Drehbuch-Workshops des Sundance Institutes besucht und führte zuvor Regie bei den beiden Kurzfilmen Sisters und Graduation und dem Dokumentarfilm Rare Birds aus dem Jahr 2006. 2010 führte das Filmmaker Magazine Mahoney unter den 25 neuen Gesichtern des unabhängigen Films. Die Besetzung des Films wurde hochkarätig gewählt. Zoë Kravitz, die Tochter von Lenny Kravitz in der Rolle der Sweetness O’Hara, ist eine der am meisten gefeierten Jungschauspielerinnen der USA, Gabourey Sidibe in der Rolle der Latonya Williams war im Vorjahr für ihre Rolle in Precious – Das Leben ist kostbar für den Oscar als beste Hauptdarstellerin nominiert. Mahoney arbeitete bei der filmischen Umsetzung oftmals mit falschen Anschlüssen, Zeitsprüngen, Schwarzblenden und Assoziationsmontagen, was dem Film eine moderne Bildsprache verleihen sollte. Diese wurde zudem durch den von Rockmusik und Hip-Hop dominierten Soundtrack unterstrichen, der in entscheidenden Momenten sprunghaft wechselt.

## Kritiken

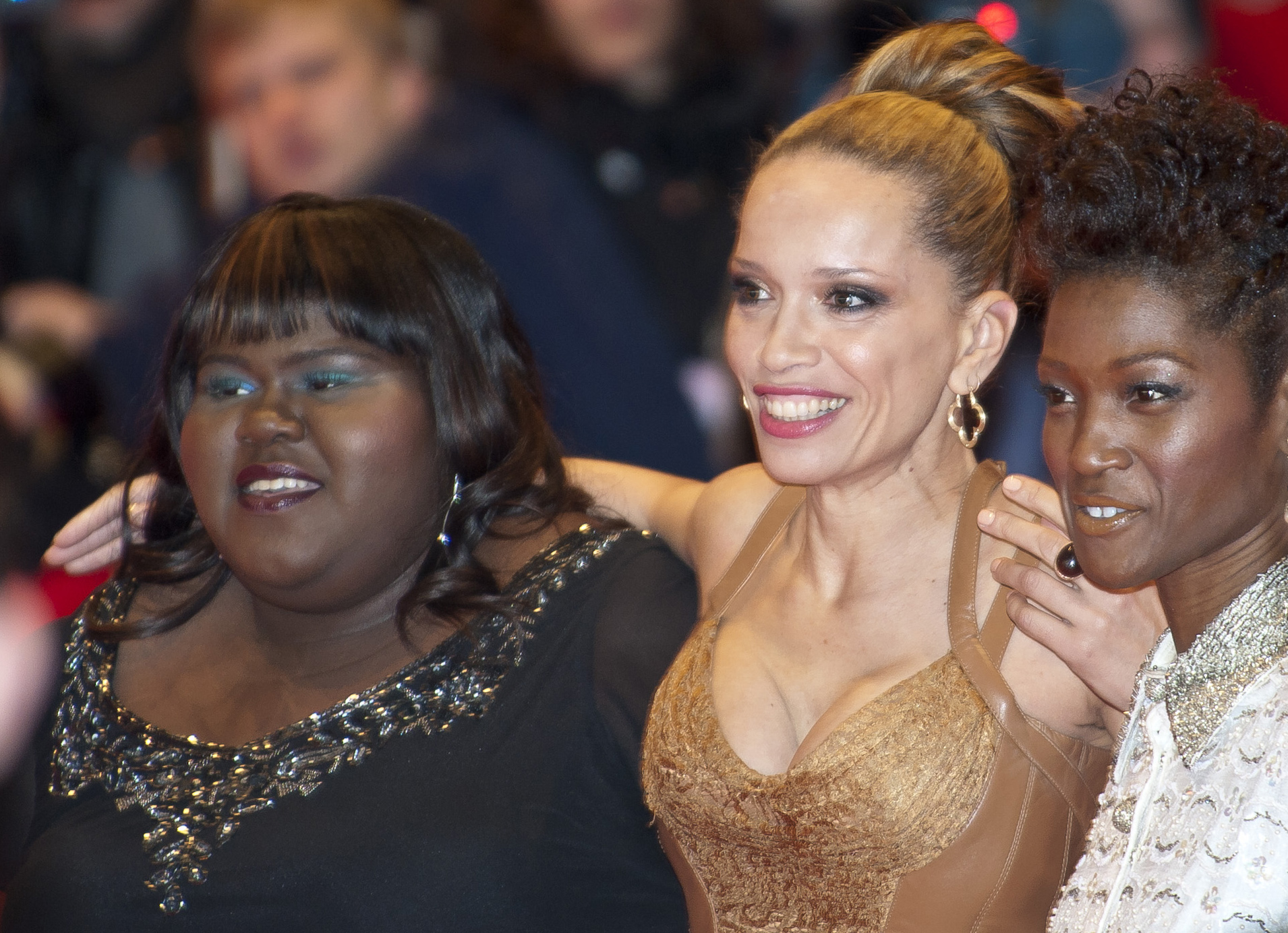
Gabourey Sidibe, Regisseurin Victoria Mahoney und Yolonda Ross bei der Premiere auf der Berlinale (v. l. n. r.)

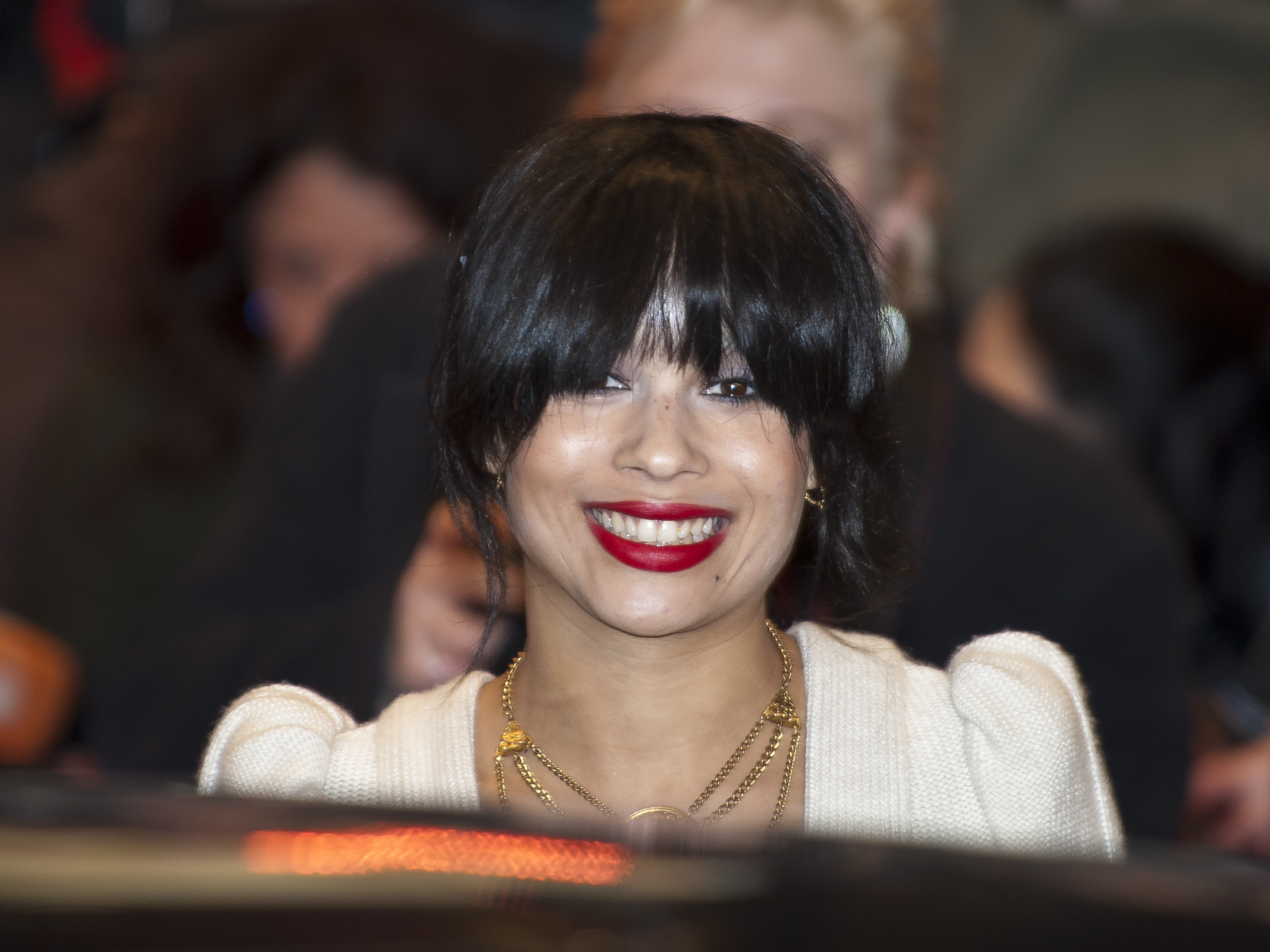
Hauptdarstellerin Zoë Kravitz bei der Berlinale-Premiere

Yelling To The Sky erhielt überwiegend schlechte Kritiken. Jens Balzer, der den Film für die Berliner Zeitung rezensierte, kritisierte, dass Mahoney sich nicht entscheiden konnte, ob sie einen Kunstfilm oder eine schlüssige Entwicklungsgeschichte drehen wollte, ihre Stilmittel würden klischeehaft und unkoordiniert wirken. Seine Kritik gipfelt in der Aussage: „Ebenso wenig weiß man am Ende, warum man sich für das Schicksal dieser Mädchen interessieren soll. Im Ausdruck und in der Erzeugung von echten Gefühlen ist dieser Film hilflos wie seine Heldinnen.“ Für Die Zeit hat Daniel Erk den Film gesehen und ihn ebenfalls verrissen. Für Erk verfügt der Film Yelling To The Sky über die typischen Elemente eines Sozialdramas, wäre aber „eine unmotivierte Mischung aus Genre-Versatzstücken im Stil einer Highschool-Seifenoper“. Er sah den Film, auch gerade wegen der Besetzung Gabourey Sidibe aus dem ausgezeichneten Precious – Das Leben ist kostbar, als überambitionierten Versuch in die Fußstapfen dieses Films zu treten. Daniel Sander, der den Film für den Berlinale-Blog auf Spiegel Online rezensierte, sah zwar ein „druckvolles, energiegeladenes Filmdebüt“, dessen Qualität jedoch von den zweidimensionalen Figuren gestört wird. Er unterstrich, dass die Entwicklung der Figuren für den Zuschauer wenig nachvollziehbar sei. Diese Kritik nahm auch Julian Hanich im Tagesspiegel auf. Er brachte diese Kritik so auf den Punkt: „Nach etwa 45 Minuten macht Sweetness einen Wandel vom Prügelopfer zum harten Streetgirl durch, der so abrupt ausfällt, dass er sich beim besten Willen nicht vermittelt. Und am Schluss widerfährt der Figur des Vaters eine Wendung vom Widerling zum Sänftling, deren Motivierung vollends unverständlich bleibt.“ Er sah jedoch den Film in seinen besten Momenten in der Tradition der Filme von Larry Clark oder Gus Van Sant.